# Herzkino.Märchen
Herzkino.Märchen ist eine deutsche Fernsehreihe, die von 2018 bis 2021 in der Adventszeit im Rahmen des ZDF-Herzkinos am Sonntag ausgestrahlt wurde. Die in loser Folge gesendeten Filme basierten auf Märchen der Brüder Grimm, die auf die heutige Zeit gemünzt wurden.

## Episodenliste
| Nr. | Originaltitel               | Erstausstrahlung                              | Regie           | Zuschauer             |
| --- | --------------------------- | --------------------------------------------- | --------------- | --------------------- |
| 1   | Schneeweißchen und Rosenrot | 15. Dez. 2018 (Mediathek), 16. Dez. 2018 (TV) | Seyhan Derin    | 3,89 Mio. (11 % MA)   |
| 2   | Der Froschkönig             | 17. Dez. 2018 (Mediathek), 23. Dez. 2018 (TV) | Jeanette Wagner | 3,08 Mio. (9 % MA)    |
| 3   | Frau Holles Garten          | 7. Dez. 2019 (Mediathek), 8. Dez. 2019 (TV)   | Seyhan Derin    | 5,19 Mio. (15,3 % MA) |
| 4   | Schneewittchen am See       | 29. Nov. 2020 (Mediathek), 20. Dez. 2020 (TV) | Alex Schmidt    | 3,97 Mio. (11,1 % MA) |
| 5   | Die Sterntaler des Glücks   | 13. Nov. 2021 (Mediathek), 21. Nov. 2021 (TV) | Miriam Dehne    | 4,55 Mio. (13,8 % MA) |